# بانکومکست
بانکومکست (انگلیسی: Bancomext) شرکت دولتی خدمات مالی و بانکداری مکزیکی است، که در سال ۱۹۷۳ تأسیس شد.